# بطولة العالم للشطرنج 2021
كانت بطولة العالم للشطرنج 2021 عبارة عن مباراة شطرنج بين بطل العالم ماغنوس كارلسن والمتحدي يان نيبومنياتشي لتحديد بطل العالم في الشطرنج. أقيمت المباراة تحت رعاية الاتحاد الدولي للشطرنج ولُعبت خلال معرض إكسبو 2020 في مركز دبي للمعارض في دبي، الإمارات العربية المتحدة، بين 24 نوفمبر و12 ديسمبر 2021. كان من المقرر أصلًا أن تُقام المُباراة في النصف الأخير من عام 2020، لكنّها أُجّلت حتى عام 2021 بسبب جائحة كوفيد -19.
احتفظ كارلسن بلقبه، وفاز بأربع ألعاب وتعادل في سبعٍ ولم يخسر أي لُعبة. بعد سلسلة من خمسة تعادلات لافتتاح المباراة، فاز كارلسن في صراعٍ مدته 8 ساعات في اللعبة السادسة. بلغ عدد الحركات في تلك اللعبة 136 حركةً، وكانت بذلك أطول لعبة في تاريخ بطولة العالم للشطرنج. بعد تعادلٍ هادئٍ في اللعبة السابعة، فاز كارلسن بثلاثٍ من آخر أربع ألعاب، اثنتان منها بالقطع السوداء، ليهزم بذلك مُتحديه مع بقاء ثلاث ألعابٍ لم تُلعب.

## بطولة المرشحين
كان المُتحدي هو إيان نيبومنياشتشي، الذي تأهل بفوزه ببطولة المرشحين 2020-21، وهي بطولة روبن ثنائية الجولة من ثمانية لاعبين في يكاترينبورغ، روسيا. كان من المقرر أصلاً في أن تُقام البطولة في الفترة من 15 مارس إلى 5 أبريل 2020، وتوقفت البطولة في منتصفها في 26 مارس 2020 بسبب جائحة كوفيد-19. لُعب النصف الثاني بين 19 أبريل و27 أبريل 2021، أيضًا في يكاترينبرج.
كانت التصفيات المؤهلة لبطولة المرشحين:
| طريقة التأهيل                                          | اللاعب                                             | العمر       | التصنيف     | التصنيف العالمي |
| طريقة التأهيل                                          | اللاعب                                             | (مارس 2020) | (مارس 2020) | (مارس 2020)     |
| ------------------------------------------------------ | -------------------------------------------------- | ----------- | ----------- | --------------- |
| وصيف بطولة العالم 2018                                 | فابيانو كاروانا                                    | 27          | 2842        | 2               |
| المركزان الأولان في نهائيات كأس العالم للشطرنج 2019    | تيمور رجبوف (الفائز). انسحب.                       | 33          | 2765        | 9               |
| المركزان الأولان في نهائيات كأس العالم للشطرنج 2019    | دينغ لي رن (الوصيف)                                | 27          | 2805        | 3               |
| صاحب المركز الأول في بطولة FIDE Grand Swiss 2019       | وانغ هاو (الفائز)                                  | 30          | 2762        | 12              |
| المركزان الأول والثاني في FIDE Grand Prix 2019         | أليكساندر غريشك (الفائز)                           | 36          | 2777        | 4               |
| المركزان الأول والثاني في FIDE Grand Prix 2019         | يان نيبومنياتشي (الوصيف)                           | 29          | 2774        | 5               |
| أعلى متوسط تصنيف                                       | أنيش جيري                                          | 25          | 2763        | 11              |
| أعلى متوسط تصنيف                                       | ماكسيم فاشيي-لاغراف (بديل لرجبوف)                  | 29          | 2767        | 8               |
| بطاقة رابحة اختيرت من قبل المنظم، وفقًا لمعايير الأهلية | كيريل ألكسينكو (أعلى درجة غير مؤهلة في جراند سويس) | 22          | 2698        | 39              |

### النتائج
| المرتبة | اللاعب                             | النتيجة | H2H | الفوز | SB    | التأهل                   |     | نيبو | ماكسيم | غيري | فابي | دينغ | غريش | أليك | وانغ |
| ------- | ---------------------------------- | ------- | --- | ----- | ----- | ------------------------ | --- | ---- | ------ | ---- | ---- | ---- | ---- | ---- | ---- |
| 1       | يان نيبومنياتشي (روسيا)            | 8.5     | —   | 5     | 55    | يتقدم إلى مباراة البطولة |     | —    | ½+0    | ½+1  | ½+½  | 1+0  | ½+½  | 1+½  | 1+1  |
| 2       | ماكسيم فاشيي-لاغراف (فرنسا)        | 8       | —   | 4     | 53.75 |                          |     | 1+½  | —      | ½+½  | ½+0  | 1+½  | ½+0  | 1+½  | 1+½  |
| 3       | أنيش غيري (هولندا)                 | 7.5     | 1.5 | 4     | 50.5  |                          | 0+½ | ½+½  | —      | ½+1  | 1+½  | ½+0  | 0+1  | 1+½  |      |
| 4       | فابيانو كاروانا (الولايات المتحدة) | 7.5     | 0.5 | 3     | 50.5  |                          | ½+½ | 1+½  | 0+½    | —    | ½+0  | ½+½  | 1+½  | ½+1  |      |
| 5       | دينغ لي رن (الصين)                 | 7       | 1.5 | 4     | 48.75 |                          | 1+0 | ½+0  | ½+0    | 1+½  | —    | 1+½  | ½+1  | 0+½  |      |
| 6       | أليكساندر غريشك (روسيا)            | 7       | 0.5 | 2     | 50.5  |                          | ½+½ | 1+½  | 1+½    | ½+½  | ½+0  | —    | ½+0  | ½+½  |      |
| 7       | كيريل ألكسينكو (روسيا)             | 5.5     | —   | 2     | 38.5  |                          | ½+0 | ½+0  | 0+1    | ½+0  | 0+½  | 1+½  | —    | ½+½  |      |
| 8       | وانغ هاو (لاعب شطرنج) (الصين)      | 5       | —   | 1     | 34.5  |                          | 0+0 | ½+0  | ½+0    | 0+½  | ½+1  | ½+½  | ½+½  | —    |      |

ملاحظة: تشير الأرقام الموجودة في الجدول بخلفية بيضاء إلى نتيجة لعب الخصم المعني بالقطع البيضاء (القطع السوداء إذا كانت على خلفية سوداء).

## مباراة البطولة

### التنظيم
تعود حقوق التنظيم إلى World Chess، الشريك التجاري للاتحاد الدولي للشطرنج.
كانت المباراة عن الأفضل في 14 مُباراة، مع مُباراة لكسر التعادل لو اضطرت الحاجة. زِيدَ عدد الألعاب من الأفضل في 12 مُباراة (التي يُعمل بها في كل مُباراة بطولة العالم منذ 2006، بعد أن تم التعادل في الألعاب العادية الاثنا عشر في المبُاراة السابقة في 2018.
في 29 يونيو 2020، أُجلت المُباراة رسميًّا إلى 2021 بسبب جائحة كوفيد-19.
قيمة الجائزة كانت مليونا يورو، تُقسم بنسبة 60% و40% ما بين الفائز والخاسر. إذا تم التعادل في الألعاب الأربعة عشر الكلاسيكية، ستُقسم قيمة الجائزة بنسبة 55% و45% في صالح الفائز في مُباراة كسر التعادل.
كانت الحركة الأولى من كل لعبة تُنفذ احتفاليّا من الضيوف المدعوّون من المظمين.

### الموقع
في يناير 2021، أعلن الاتحاد الدولي للشطرنج أن المُباراة ستُقام في دبي، من 24 نوفمبر وحتى 16 ديسمبر 2021، كجزءٍ من إكسبو 2020.

### النتائج
|                               | التصنيف | ألعاب المباراة | ألعاب المباراة | ألعاب المباراة | ألعاب المباراة | ألعاب المباراة | ألعاب المباراة | ألعاب المباراة | ألعاب المباراة | ألعاب المباراة | ألعاب المباراة | ألعاب المباراة | ألعاب المباراة | ألعاب المباراة | ألعاب المباراة | النقاط |
| 1                             | التصنيف | 2              | 3              | 4              | 5              | 6              | 7              | 8              | 9              | 10             | 11             | 12             | 13             | 14             |                | النقاط |
| ----------------------------- | ------- | -------------- | -------------- | -------------- | -------------- | -------------- | -------------- | -------------- | -------------- | -------------- | -------------- | -------------- | -------------- | -------------- | -------------- | ------ |
| يان نيبومنياتشي (سي. إف. آر.) | 2782    | ½              | ½              | ½              | ½              | ½              | 0              | ½              | 0              | 0              | ½              | 0              | غير مطلوبة     | غير مطلوبة     | غير مطلوبة     | 3½     |
| ماغنوس كارلسن (النرويج)       | 2856    | ½              | ½              | ½              | ½              | ½              | 1              | ½              | 1              | 1              | ½              | 1              | غير مطلوبة     | غير مطلوبة     | غير مطلوبة     | 7½     |

ملاحظة: بما أن كارلسن حاز على 7½ نقاط في 11 لعبةً، تنتهي بذلك المباراة رغم أن جميع الألعاب الأربعة عشر لم تُلعب.